# Russula pseudointegra
Russula pseudointegra é um fungo que pertence ao gênero de cogumelos Russula na ordem Russulales. A espécie foi descrita cientificamente em 1907.